# Joseph Hagerty
Pour les articles homonymes, voir Hagerty.
Joseph Hagerty (né le 19 avril 1982 à Albuquerque) est un gymnaste artistique américain.

## Biographie
Joseph Hagerty remporte aux Jeux olympiques d'été de 2008 à Pékin la médaille de bronze du concours général par équipe. Il participe aussi au concours général individuel, aux concours de la barre fixe, des barres parallèles, du cheval d'arçons et du sol, sans dépasser le stade des qualifications.

## Palmarès

### Jeux olympiques
- Pékin 2008
  -  médaille de bronze au concours général par équipes.